# Zanthoxylum gentlei
Zanthoxylum gentlei é uma espécie de planta da família Rutaceae.
Pode ser encontrada nos seguintes países: Belize, Guatemala, e Honduras.